# アーダルベルト (オーストリア辺境伯)

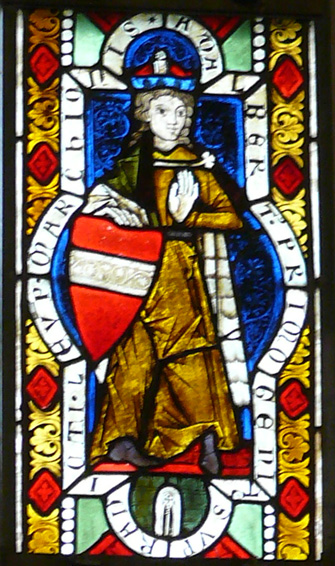
アーダルベルト（ハイリゲンクロイツ修道院）

アーダルベルト勝利伯（ドイツ語：Adalbert der Siegreiche, 985年ごろ - 1055年5月26日）は、オーストリア辺境伯（在位：1018年 - 1055年）。

## 生涯
アーダルベルトは1010年にシュヴァイナッハガウ伯、1011年にキュンツィヒガウ伯、および1018年に兄ハインリヒ1世の跡を継いでオーストリア辺境伯となった。
アーダルベルトは辺境伯領の東の境界をマルヒ川およびライタ川まで拡げ、ハンガリー王国やボヘミア王国との戦いにおいてローマ王ハインリヒ3世を支援した。アーダルベルトはメルクに住み、後にそこにはメルク修道院が創建された。

## 結婚と子女
アーダルベルトはイメディング家のインメート4世の娘でパーダーボルン司教マインヴェルクの姉妹グリスモートと結婚した。2度目に、ハンガリー王オルセオロ・ペーテルの姉妹フロッツァと結婚した。以下の子女がいる。
- レオポルト（1043年12月9日没） - ハンガリー辺境伯（1043年）[1]
- エルンスト（1027年頃 - 1075年） - オーストリア辺境伯（1055年 - 1075年）